# DR-Baureihe E 50.3
Die Lokomotiven der DR-Baureihe E 50.3 waren elektrische Lokomotiven der Deutschen Reichsbahn für das Schlesische Netz. Zum Zeitpunkt ihrer Auslieferung ab 1923 verwendete die Reichsbahn noch das Nummerierungssystem der Preußischen Staatsbahn und bezeichnete sie als EP 236 bis EP 246. Sie wurden bis 1945 in den elektrischen Netzen der Reichsbahn in Schlesien und Mitteldeutschland eingesetzt.

## Geschichte
Die Suche der Preußischen Staatsbahn nach einer passenden Lokomotive für das anspruchsvolle schlesische Streckennetz ergab kein befriedigendes Ergebnis, sodass es 1914 zur Entwicklung der EP 235 kam. Nachdem sich bei dieser Versuchslok das Entwicklungsprinzip bewährt hatte, gab die Preußische Staatsbahn bei den Firmen LHW (mechanischer Teil) und BEW (elektrischer Teil) elf Lokomotiven in Auftrag, die für den Personenzugdienst auf dem elektrifizierten schlesischen Netz vorgesehen waren. Das Leistungsprogramm sah die Beförderung von 500-Tonnen-Zügen bei 20 Promille mit 60 km/h und in der Waagerechten mit 85 km/h vor. Bedingt durch den Weltkrieg wurden die Fahrzeuge erst in den Jahren 1923 und 1924 an die Deutsche Reichsbahn ausgeliefert, in der die Preußische Staatsbahn 1920 aufgegangen war.

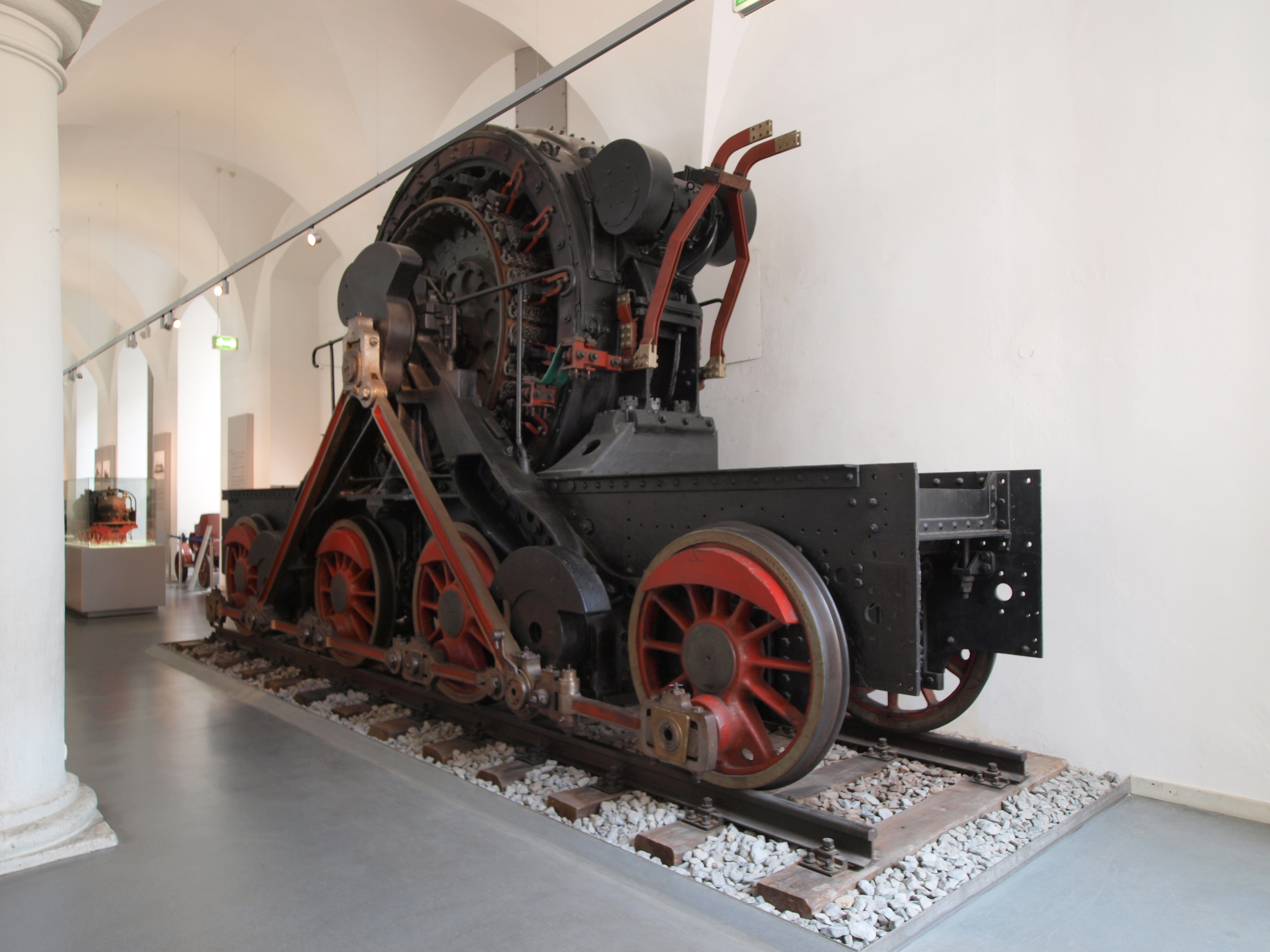
Torso der E 50 42 im Verkehrsmuseum Dresden

Die Lokomotiven bewährten sich beim Einsatz im schweren Personenzugdienst auf den schlesischen Strecken. Sie konnten trotz des geringen Treibraddurchmessers die Geschwindigkeit von 90 km/h gelegentlich erreichen. Auf der 155 km langen Strecke Görlitz – Königszelt konnten Fahrzeiteinsparungen von 36 min im Schnellzugdienst und 60 min im Güterzugdienst gegenüber der Dampftraktion erreicht werden. Im Schnellzugdienst war der Einsatz aber später eher die Ausnahme, hier kam es nur zu gelegentlichen Einsätzen beim Ausfall einer E 21.0 bzw. einer E 17. Das führte allerdings zu Verspätungen und einem enormen Mehrbedarf an Schmierstoffen für das Gestänge bzw. später zu einem starken Triebwerksverschleiß.
Im Jahr 1938 wurde zunächst die E 50 41–46 und zu Beginn des Zweiten Weltkrieges die restlichen fünf Lokomotiven in das Bw. Magdeburg-Rothensee umstationiert. Bei Kriegsende waren noch die E 50 38 und die E 50 42 im Einsatz, die übrigen waren ausgemustert bzw. durch Kriegsereignisse beschädigt. Keine der Lokomotiven kam nach dem Krieg und der Demontage der Oberleitungen durch die sowjetische Besatzungsmacht noch zum Einsatz, sie verblieben ohne formelle Ausmusterung im Schadpark.
Im Jahr 1956 wurden die noch im Schadpark vorhandenen neun Maschinen dieser Serie durch die Reichsbahn ausgemustert und verschrottet, ohne dass sie jemals wieder aufgearbeitet wurden. Von der E 50 42 blieb das mittlere Rahmenstück mit dem Fahrmotor, dem Stangenantrieb und den Treibachsen im Verkehrsmuseum Dresden erhalten.

## Konstruktive Merkmale

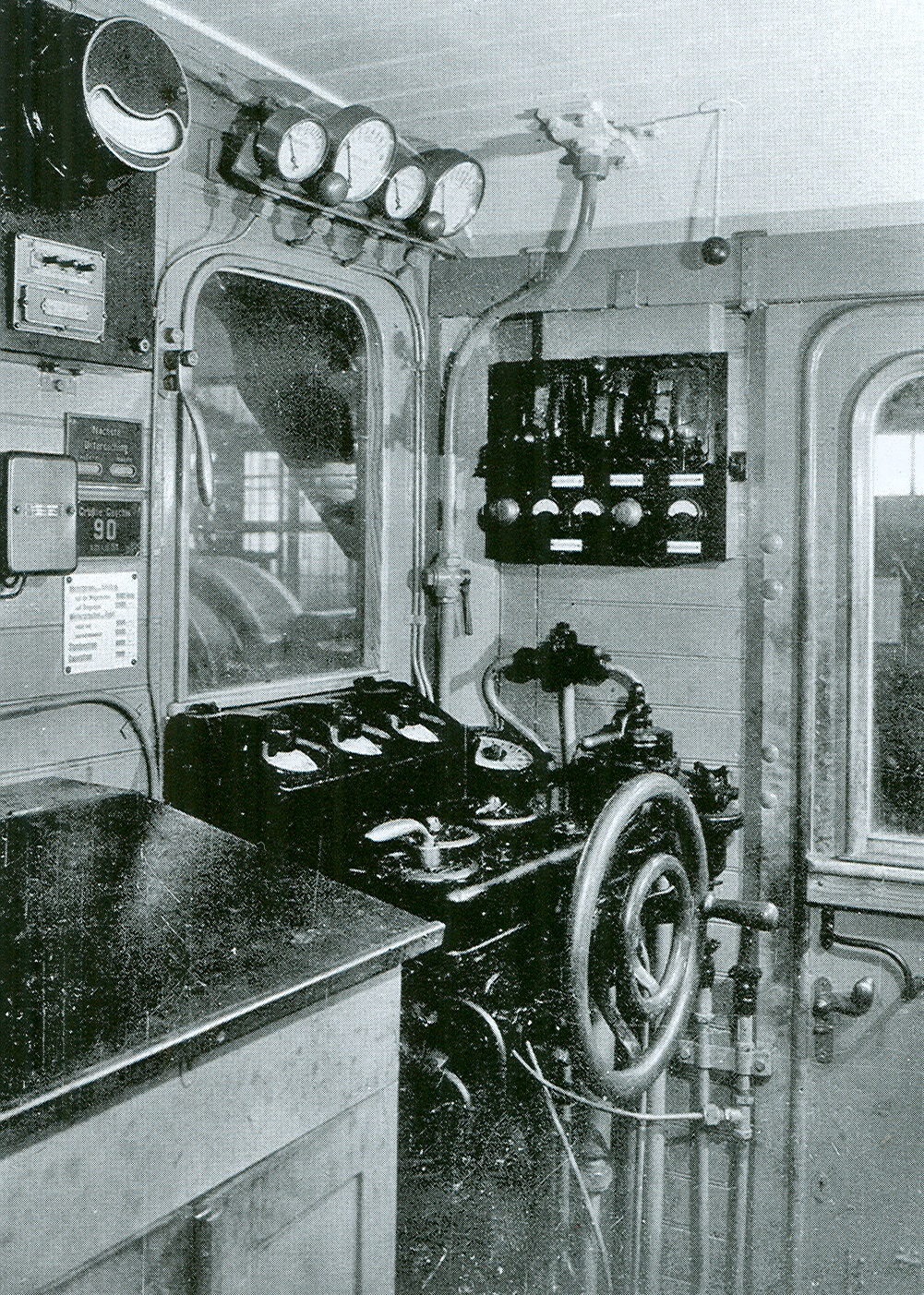
Werkfoto der BEW von dem Führerstand der Lokomotive; das Merkmal des Fahrschalters dieser Baureihe waren die zwei Handräder

Die Lokomotive war ebenso wie die Preußische EP 235 eine Einrahmenlokomotive mit einem Fahrmotor und Stangenantrieb. Das Laufwerk ist daher ebenso wie bei dieser Baureihe ausgebildet, mit dem Krauss-Lotter-Gestell auf der einen Seite und dem nahe an das führende feste Kuppelrad herangeschobenen Bisselgestell an der anderen Fahrzeugseite. Die beiden Treibstangen sind vom Fahrmotor in einer Neigung von 90° zu den beiden, jeweils zwischen dem ersten und zweiten bzw. dem dritten und vierten Treibradsatz angeordneten Blindwellen geführt, von denen jeweils die Antriebsachsen direkt angetrieben werden. Die bestellende Bahnverwaltung entschied sich bei ihr zu einer Verstärkung des Fahrzeugteiles. Der Hauptrahmen war als Blechrahmen ausgeführt, der durch die Pufferbohlen, verschiedene Längs- und Querverstrebungen und die beiden Stahlgusslagerböcke der Blindwellen versteift wurde.
Als Fahrmotoren wurden die der DR-Baureihe E 06 verwendet, die zu den größten verwendeten Bahnmotoren der Welt gehörten. Sie hatten einen Ständerdurchmesser von 3.360 mm und waren 36-polige Wechselstrom-Reihenschlussmotoren. Ihre Masse betrug 18,7 t. Der Haupttransformator war ein luftgekühlter Manteltransformator. Er hatte sekundärseitig 15 Anzapfungen. Die Fahrzeugsteuerung war eine elektropneumatische Schützensteuerung mit 16, später 18 Fahrstufen.
Ursprünglich waren die Lokomotiven mit einem Dampfkessel für die Zugheizung ausgerüstet, der jedoch Ende der 1920er Jahre wieder entfernt wurde. Danach wurde dieser Raum als Kompressorkammer verwendet. Die Bremsausrüstung der Lokomotive war die Knorr-Bremse mit Zusatz. Auf dem Fahrzeugdach waren die beiden Stromabnehmer, die Dachleitungen und die Schutzdrosseln sowie der Ölhauptschalter angeordnet.